# Politique de distribution
Pour les articles homonymes, voir Distribution.
 (juin 2024).
 (octobre 2020).
La politique de distribution est une des politiques de la stratégie marketing des entreprises de production qui concerne l'organisation de la mise à disposition de leur fabrication sur le marché. Elle fait partie du marketing mix.
Les entreprises de service et les chaînes de distribution ont l'équivalent : des politiques d'implantation.
La politique de distribution se fait au bénéfice d'un intermédiaire revendeur, d'un producteur-consommateur intermédiaire, d'un acheteur ou un consommateur final.
Elle s'opère concrètement selon des mécanismes du producteur au client acheteur avec l'intervention d'un seul niveau de distribution intermédiaire (exemple : fournisseur-producteur → détaillant → client acheteur). Dans le cas du circuit long, la mise à disposition s'effectue via une cascade d'opérateurs successifs (exemple : fournisseur-producteur → grossiste → détaillant → client acheteur).
Le terme canal de distribution désigne le mode de mise à disposition dans lequel les produits sont acheminés via des réseaux de magasins ou des méthodes de vente d'un même type (exemple : le canal de vente des hypermarchés).
Le terme « circuit de distribution » désigne la palette des canaux de distribution choisis par un producteur pour faire passer ses produits du stade de leur production au stade de leur consommation.

## Enjeux du management de la distribution
Un point de distribution tend à devenir un produit au sens marketing caractérisé par un ensemble d'attributs (proximité physique ou virtuelle, choix, praticité, accueil et savoir-faire) créateur de sens et d'univers de solutions pour le client. Dans ce contexte, l'acte d'achat prend un sens sociétal qui dépasse la simple consommation comme fin en soi. Le management de la distribution a donc un caractère qui doit tenir compte de contraintes fonctionnelles spécifiques à l'activité de distribution.
Le producteur attend de la distribution de :
- transporter et répartir la production
- transformer un lot de production en lot de vente (assortir)
- stocker les produits
- financer la vente (situation souvent inverse)
- mettre à disposition du matériel (situation souvent inverse)
- assurer une publicité et remonter l'information consommateur

Le distributeur attend de son fournisseur :
- un droit de référencement (en fonction du merchandising réalisé par la distribution sur site physique ou virtuel)
- des délais de paiement importants
- des efforts de publicité (politique pull)
- un budget versé en fonction de la progression des ventes (remise conditionnelle)
- de plus la présence de marque de distributeur en prix d'appel est une certaine concurrence[1]

### Spécificité française: l'intervention du législateur dans le rapport fournisseur-distributeur
Certains procédés sont considérés comme illicites par la loi française :
- salariés payés par le fournisseur du distributeur chez le distributeur (dans la limite du cadre légal en vigueur dans le pays, ex. : Délit de marchandage en droit du travail français)
- la pratique du délotage illicite mais possible (produits vendus en lots par les producteurs, puis séparés par les diitions de leur fabrication sur le marché. Elle fait partie du marketing mix. Les entreprises de service (Accor, McDonald's, Air France, etc.) et les chaînes de distribution (Carrefour, Leclerc, Intermarché, etc.) ont l'équivalent : des politiques d'implantation.stributeurs).

Certains procédés observés sont dorénavant plus encadrés dans le droit français :
- les prestations de coopération commerciale au sens large (exemple : marge arrière).

Le chiffre d'affaires d'un producteur chez un distributeur (grande distribution) est en général 10 à 15 fois plus faible que celui d'un distributeur pour un producteur. D'où la naissance d'un rapport de force en faveur de la distribution pouvant pousser les producteurs à envisager le choix d'une distribution qu'ils dominent (franchise, VPC, etc.).

## Management opérationnel de la distribution

### Management opérationnel du réseau par le fournisseur
En fonction de ses objectifs, le producteur peut rechercher une certaine différenciation au niveau de la distribution de ses produits/services :
- effet d'attraction (la création d'un trafic) par le distributeur
- effet de curiosité (l'envie de rentrer dans le lieu de distribution)
- effet de statut (valorisation du client)
- théâtralisation du lieu de vente (ce qui augmente la durée de visite dans le lieu de vente)
- théâtralisation du merchandising (ce qui donne envie d'acheter)
- effet d'appropriation (ce qui augmente la durée de visite par l'espace non marchand)
- effet de fidélisation non directement transactionnelle (un effet boule de neige du bouche à oreille)
- effet club (créant un sentiment d'appartenance).

### Management opérationnel des distributeurs
Le droit de référencement payé par le fournisseur au distributeur est généralement fonction :
- De l'historique des rapports humains (dont la fidélité des partenaires commerciaux)
- Du volume traité avec ou sans prise en compte d'autres produits
- Du niveau de centralisation de la centrale d'achat du distributeur et du choix opéré par celle-ci en termes de MDD (Marque de distributeur)
- Des avantages octroyés en termes d'organisation et d'espace rayon (plus généralement du merchandising sur site physique ou virtuel)
- Du niveau de participation à la promotion/communication (ex : présence dans un catalogue) par la fourniture de photos, intervention d’icônes de la marque, etc.
- De la notoriété de la marque du producteur et du degré d'innovation apporté par le produit
- Des autres rémunérations offertes par le fournisseur (voir ci-dessus).

## Management tactique et stratégique d'une entreprise de distribution

### Choix des fournisseurs ou de son assortiment par le distributeur

#### Caractéristiques principales du distributeur évaluées par le consommateur
Le distributeur peut envisager d'améliorer ses ventes par la construction de son marketing mix (retailing mix). Le distributeur construit son marketing opérationnel en arbitrant plusieurs paramètres :
- La qualité de l'emplacement de vente offert qui peut être apprécié par : un seuil minimal de population pour assurer un chiffre d'affaires consistant, une localisation cohérente avec le concept de vente, une couverture performante d'un territoire géographique déterminé.
- Le niveau de sa politique de prix, fonction généralement de la part réservée aux différentes marques en présence : grandes marques, marques de distributeur avec marque enseigne, marques de distributeur avec marque de fantaisie, marques « réservées » par producteurs à l'enseigne, marques « premiers prix ».
- Les décisions d'assortiment : Assortiment de base, personnalisé, optimum…
- La fournitures aux clients de services auxiliaires : Assurance, banque…
- L'entretien d'une communication à l'adresse de la clientèle acquise et potentielle dans la zone de chalandise afin de :
  - Augmenter la fréquentation et le ticket moyen (panier moyen)
  - Construire et promouvoir l'image de l'enseigne (externe, nationale)
  - Créer du trafic (externe, locale) par des imprimés sans adresse (ISA)
  - Fidéliser la clientèle (carte, coupon…)[5] ainsi que ses hommes clefs au sein de l'entreprise (tous ceux qui organisent et gèrent efficacement le contact avec la clientèle…)

#### Indicateurs du distributeur
Dans le cadre de leurs relations commerciales, les intérêts du distributeur et du producteur doivent être ménagés. Au cours de la négociation, l'historique des commandes, des volumes vendus ne sont pas les seuls indicateurs à prendre en compte. Le distributeur établit son appréciation du fournisseur sur la base d'une palette d'indicateurs :
- La marge brute : prix de vente - prix d'achat (ou marge sur coût variable)
- Le taux de marque
- Le coefficient multiplicateur : prix de vente / prix d'achat = 1/(1-taux de marque)
- La vitesse de rotation des stocks (en jours) : 365 / (chiffre d'affaires de la période/valeur du stock moyen)
- Le gain de trésorerie : si le délai de paiement est supérieur à la vitesse de rotation des stocks
- Les avantages divers susceptibles d'être obtenus du fournisseur (Accord de coopération, droits de référencement, remises différées, avantages "hors factures", budgets de "participation", etc.)
- Un indicateur synthétique comme le taux de rentabilité du capital immobilisé (taux de marge nette * rotation des investissements)

### Choix du distributeur par le fournisseur

#### Choix stratégiques
Choix des objectifs du circuit
L'objectif d'un circuit de distribution se détermine à partir du niveau de services souhaité par le client et la dispersion des attentes selon les segments du marché (choix, délai, crédit, livraison, installation, réparation…). Le choix des segments et celui des circuits sont étroitement liés. Chaque producteur doit ensuite concevoir ses objectifs de distribution à partir des principales contraintes :
- liées aux produits : durée de vie, volume, degré de standardisation, technicité, valeur…
- liées aux caractéristiques des intermédiaires : tous les intermédiaires n'ont pas les mêmes aptitudes à assumer le transport, la promotion, le stockage, le contact avec le client…
- légales : le refus de vente est interdit. Un fournisseur ne peut pas refuser a priori de livrer un intermédiaire qui a passé une commande. La pratique des conditions discriminatoires de vente et des différences abusives de prix appliquées d'un client à l'autre est prohibée. Enfin, quelques circuits sont obligatoires pour certains biens (les produits pharmaceutiques, par exemple).
- liées aux habitudes et au comportement d'achat des consommateurs.

Choix de nature du circuit
Le circuit de distribution est caractérisé par sa longueur, c'est-à-dire le nombre de niveaux qu'il comporte correspondant au nombre d'intermédiaires. Le canal de distribution est une catégorie d'intermédiaires au sein du circuit. La tendance est au raccourcissement des circuits de distribution. La vente directe par Internet est à ce titre en plein essor.
Les différents canaux de distribution peuvent être nommés & décrits arbitrairement de la façon suivante :
- Canal direct : Fabricant-Consommateur
- Canal court : Fabricant-Détaillant-Consommateur
- Canal long : Fabricant-Grossiste-Détaillant-Consommateur
- Canal long intégré : Fabricant-Centrale d'Achat-Détaillant-Consommateur
- Canal très long : Fabricant-Grossiste-Semi-Grossiste-Détaillant-Consommateur

Le nombre d'intermédiaires qu'il convient d'utiliser pour chaque niveau de distribution est fonction du degré de couverture du marché visé par l'entreprise. On peut imaginer trois types de couverture :
- la distribution intensive a pour objectif de saturer le plus vite possible les marchés potentiels par des produits courants en étant présent dans un maximum de points de vente.
- la distribution exclusive a pour objectif de réserver la distribution à un territoire (exclusivité territoriale) ou à quelques points de vente spécialisés (exclusivité concurrentielle), pour conserver un meilleur contrôle des intermédiaires, garder au produit une image de prestige (par exemple vêtements ou alimentation de luxe).
- la distribution sélective a pour objectif de limiter le nombre de détaillants pour établir des relations de coopération plus fortes et éviter de disperser son effort. Politique intermédiaire entre la distribution intensive et la distribution exclusive, elle concerne souvent des titulaires de marques haut de gamme — parfumerie, parapharmacie — ou de haute technicité — automobile, hifi, multimédia, informatique.

Choix du mode de sollicitation des consommateursStratégie "Push" ou stratégie "Pull"
- La stratégie "Push" a pour objectif de pousser le produit efficacement dans le canal. Pour cela, le fabricant stimule son réseau de distribution en offrant de bonnes conditions d'achat (remises, ristournes…) et/ou une assistance technique (merchandising par exemple).
- la stratégie "Pull" vise à tirer la vente du produit par la demande du consommateur. Face à cette exigence, on postule que le distributeur ne peut pas ne pas référencer le produit. Une telle politique suppose que de gros efforts de communication soient consentis afin de sensibiliser la cible.

#### Choix tactiques (d'implantation)
Le choix de l'implantation peut être réalisé en utilisant divers critères :
Critères quantitatifs :
- taux de DN (Distribution numérique) : pourcentage des magasins détenteurs de la marque de façon habituelle.
- taux de DV (Distribution Valeur) : pourcentage du chiffre d'affaires total de la famille de produits concernés réalisé par les magasins qui référencent la marque. Ceci constitue une indication du potentiel de vente des magasins qui détiennent la marque.
- zone de chalandise : zone d'attraction commerciale du point de vente dont il est possible d'évaluer le potentiel de vente par des courbes isochrones ou par des courbes isométriques (courbes reliant des points situés à des temps de trajet (ou des distances en km) identiques du point de vente).
- chiffre d'affaires prévisionnel : fonction des ventes prévues.

Critères qualitatifs traditionnels :
- La situation géographique : le distributeur recherche des pôles d'attraction (rues piétonnières, accès aisé, possibilité de parking…)
- l'image du point de vente : une fois le point de vente ouvert, on s'assure que la clientèle correspond bien à celle visée et qu'elle est satisfaite des prestations fournies. Pour ce faire, on a souvent recours à un baromètre d'image.
- le niveau de service : Services antérieurs à l'achat, Services postérieurs à l'achat, Services annexes.

Il est donc possible d'appliquer par exemple cette procédure :
Les étapes de la conquête de la distribution
1. Identifier les types de points de vente les plus lourds en DV.
2. Choisir parmi ceux-ci les enseignes les plus dynamiques pour la famille de produits concernée.
3. Entamer la négociation au niveau des centrales puis éventuellement les poursuivre au niveau régional.
4. Se faire référencer point de vente par point de vente.

Critères qualitatifs spécifiques à la vente à distance (dont le commerce en ligne)
La vente à distance se caractérise par la réintermédiation de trois nouveaux acteurs très importants du marché qu'il faut prendre en compte dans le management : les moteurs de recherches, les comparateurs de prix et les sites de ventes aux enchères. L'implantation est aussi fonction d'une double contrainte logistique pour les flux physiques à gérer (stockage, personnalisation, livraison fonction du niveau de péremption et d'intangibilité des produits permettant le choix entre une stratégie de transmédiation (des anciens VAD), click and mortar ou pureplayers) et d'urbanisation pour les flux immatériels (fonction des quantités et de la qualité de service attendue).
Les autres critères spécifiques à la vente à distance relativement aux clients sont le :
- Besoin du client de pouvoir s'informer de manière constante dans le temps.
- Besoin du client d'une économie de temps.
- Besoin du client d'une discrétion.
- Besoin du client d'un accès à des produits non disponibles hors ligne.
- Besoin du client d'une facilité de comparaison des prix et des produits.
- Besoin du client de la sécurité du paiement (voir Paiement sur Internet) et de la livraison (problème de la confiance valorisant les organisations Click and mortar disposant déjà d'une image de marque).
- Besoin du client d'une facilité du processus d'achat (attention à la difficulté d'utilisation des monnaies étrangères, de langues étrangères, d'une culture "techno", à la différence de fiscalité comme pour la TVA…).

## Droit et distribution
Voir également, dans le domaine bancaire et financier : intermédiaire en opérations de banque et en services de paiement.

## Réglementation des opérations de Distribution
En fonction de la nature des produits distribués, des modalités pratiques de distribution -notamment logistiques- et des risques encourus -notamment en matière sanitaire ou de sécurité-, un cadre réglementaire spécifique peut s'imposer aux activités.
Ainsi par exemple, la mise en œuvre des politiques de distribution alimentaire doit respecter la réglementation visant les conditions matérielles de traitement des produits selon qu'ils sont stockés et distribués en température ambiante, en froid dit positif (température réfrigérée) ou en froid dit négatif (température correspondante aux produits surgelés).
Dans le domaine de la distribution des services, la distribution bancaire est précisément encadrée par des normes juridiques visant à protéger les consommateurs, tout spécialement, les épargnants et les emprunteurs.

## Différentes enseignes de distribution commerciale
La classification des lieux de distribution est arbitrairement fixée par les différents pays (par exemple plus de 40 000 références vendues pour l'hypermarché et le grand magasin en France). Cependant de manière générale nous pouvons distinguer :